# アジアの純真
「アジアの純真」（アジアのじゅんしん）は、PUFFYのデビューシングル。1996年5月13日発売。発売元はエピックレコードジャパン。

## 解説
キリンビバレッジ「天然育ち」CMソング（本人達も出演）。デビュー作にして出世作となった。オリコンカラオケチャートで12週連続1位を記録。
1997年には、この曲をそれぞれ作詞、作曲した井上陽水、奥田民生は井上陽水奥田民生名義でセルフカバーしている（アルバム『ショッピング』、『GOLDEN BEST』に収録）。
他の井上作品同様、歌詞はリズム感や押韻を重視して作られており、意味をもたないフレーズが散見される。
この曲にタイトルをつけるにあたって井上は当時気に入っていたタモリ作詞の『中国歌謡「熊猫深山」』より「熊猫深山」にしようとしたが、女性歌手のデビュー曲につけるタイトルではないと反対され「アジアの純真」になったという。また当初、最後の歌詞は「ただ、ナンマイダ」にしようとした。このフレーズは井上も奥田も異常に気に入っていたが、これも同じく変更になったという。
なお、歌詞にはアジア以外のフレーズも出てくる（ベルリン等）。高校の地理の授業にこの歌詞を取り入れ、アジアの国名でないものを選り分ける作業を通じて地理学習に関心を持たせる材料として活用した事例もある。
シングル発売から20年経過後、PUFFY自身紅白歌合戦初出場だった2016年末「第67回NHK紅白歌合戦」では、「PUFFY 20周年紅白スペシャル」として紅組トップバッターで出演し、当曲と「渚にまつわるエトセトラ」を披露した。

## 収録曲
1. アジアの純真 [4:21]
作詞：井上陽水 / 作曲・編曲：奥田民生
2. Puffyなお昼寝 [5:00]
作詞：島武実 / 作曲・編曲：奥田民生
3. アジアの純真（オリジナル・カラオケ） [4:21]

## 演奏
- 奥田民生：ギター、ヴォコーダー
- 古田たかし：ドラムス
- 長田進：ギター
- 根岸孝旨：ベース
- 斎藤有太：キーボード

## 収録アルバム
- amiyumi (#1)　アルバムバージョン
- The Very Best of Puffy / amiyumi jet fever (#1)　アルバムバージョン
- Hit&Fun (#1)　アルバムバージョン
- PUFFY karaoke PLAYLIST (#3)　配信アルバム

## カバー
アジアの純真
- GIGANTOR （1999年） - アルバム『BACK TO THE ROCKETS』に収録、日本語でカバーしている（GIGANTORはドイツのパンクバンド）。
- 大橋純子 （2009年） - アルバム『TERRA2』に収録。
- W.C.D.A. （2009年） - 配信シングル『アジアの純真』に収録、ハウスミュージックアレンジの英語カバー。
- W.C.D.A. （2009年） - 配信アルバム『REMIX COLLECTION』に収録、トランス (音楽)アレンジの英語カバー。
- EdgePlayer （2010年） - アルバム『TWISTED』に収録。
- MAX （2010年） - カバーアルバム『BE MAX』に収録。
- 花澤香菜 (成瀬こずえ) （2010年） - Blu-ray＆DVD『世紀末オカルト学院 Volume.3 (完全生産限定版)』の特典CDに収録。
- Bahashishi （2011年） - アルバム『ルミネセンス』に収録。
- 丹下桜 (小早川凛子)&早見沙織 (高嶺愛花) （2011年） - カバーアルバム『歌う♪ラブプラス』に収録。
- SUPER☆GiRLS[4]（2014年） - ベストアルバム『超絶少女☆BEST 2010〜2014』のジャケットCに収録。
- チャラン・ポ・ランタン（2016年） - カバーアルバム『借りもの協奏』に収録 [5]
- CUBERS（2021年） - ミニアルバム『あたらしい生活』に収録。

## パロディ
- 日本マクドナルドが、2023年1月26日からの「アジアンフェア“アジアのジューシー”」の広告展開に合わせ、同曲のパロディとして、「アジアのジューシー」を制作。西野七瀬と飯豊まりえがダンスをしながら歌うMVを公式YouTubeチャンネルで公開している。また、同年1月31日からテレビCMでも放映している[6][7]。また2月7日からは笑い飯を起用したテレビCM「アジアの晩飯」篇が公開[8]。

## その他
- PUFFYが米国で「Puffy Ami Yumi」として活躍する際、キャラ・ジョーンズによる英語詞が付けられ、「True Asia」という題名で発表された。これは2001年に2002 FIFAワールドカップの開催記念として企画されたコンピレーション・アルバム『PROJECT 2002 The Monsters』、2002年にシングル「赤いブランコ/Planet Tokyo」、北米盤アルバム『An Illustrated History』に収録された。